# اورلیا دوبره
اورلیا دوبره (به انگلیسی: Aurelia Dobre) ژیمناست زادهٔ ۱۶ نوامبر ۱۹۷۲ میلادی اهل کشور رومانی است.